# Parména zlatá

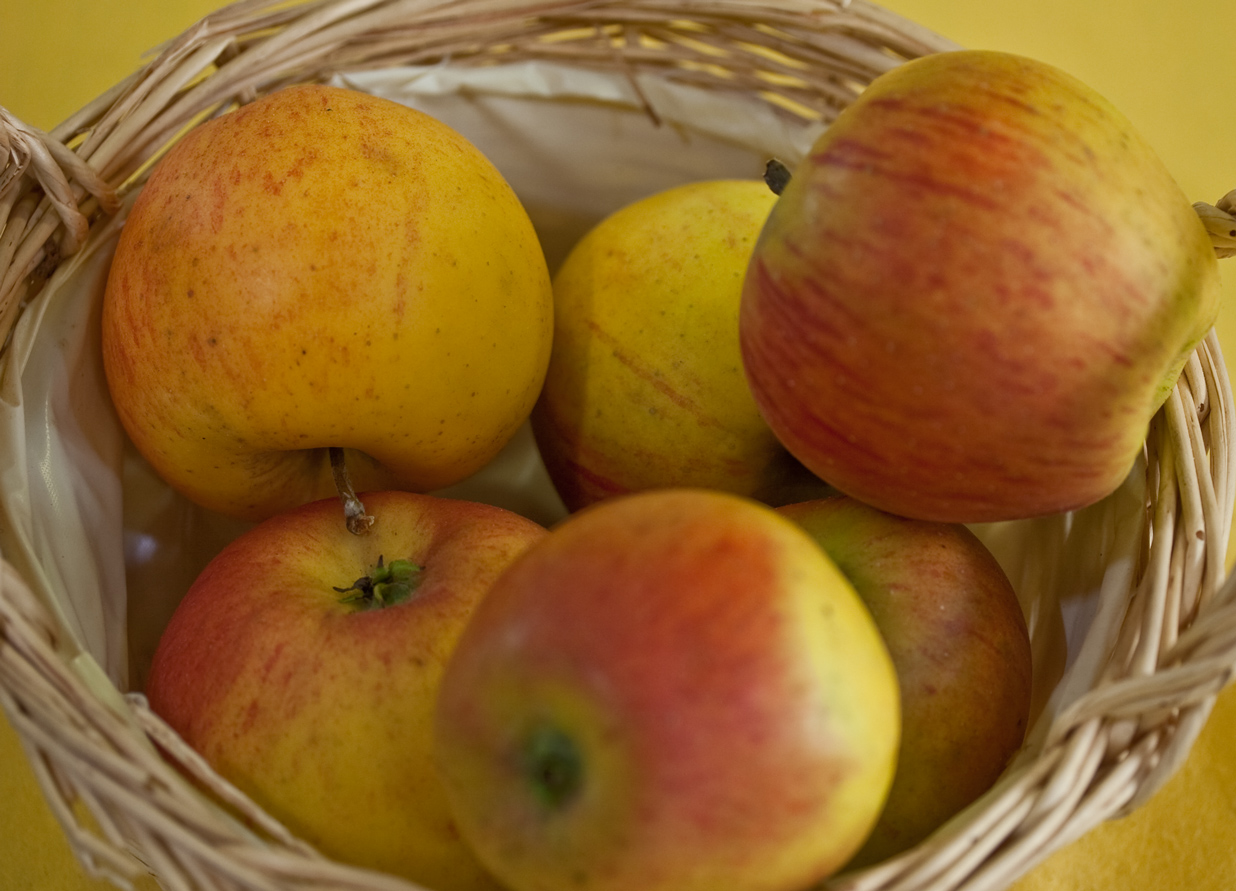

Parména zlatá (Malus domestica 'Parména zlatá') neboli 'Parména zlatá zimní' lidově 'Zlatá reneta' je ovocný strom, kultivar druhu jabloň domácí z čeledi růžovitých. Plody jsou řazeny mezi odrůdy zimních jablek, sklízí se v září, dozrává v listopadu, skladovatelné jsou do ledna. Plody brzy moučnatí. Odrůda byla pěstována ve všech oblastech Evropy kde je možné pěstovat jabloně. V českých zemích patřila do poloviny 20. století k nejrozšířenějším odrůdám.

## Historie

### Původ
Původ není věrohodně potvrzen. Podle „Illustriertes Handbuch der Obstkunde“ autora Jahna Lucase Oberdiecka z roku 1859 vznikla odrůda ('Wintergoldparmäne' ) v Anglii a do Německa se dostala na začátku 19. století. Podle „Apfelsorten der Sweitz“ autora Hanse Kesslera vznikla ve Francii. Podle tohoto autora se tato odrůda s největší pravděpodobností pěstovala už ve středověku.

### Synonyma
Díky stáří a rozšíření odrůdy je množství synonym opravdu úctyhodné. N.F.C. uvádí kromě oficiálního anglického názvu 'King of the Pippins' tato synonyma:

Aranyparmen, die Englische Winter-Goldparmane, Englische Winter Gold Parmaene, Englische Winter Gold Parmane, Englische Winter Gold Pearmain, Englische Winter Gold-Parmane, Englische Winter Golden Pearmain, Englische Winter Goldparmane, Englische Winter Winter-Gold-Parmane, Englische Winter-Gold-Parmane, Englische Winter-Goldparmane, Englische Wintergoldparmane, English Winter Golden Pear, George I, George II, Gold Parmaene, Gold Parmane, Golden Winter Pearmain, Golden Winter-Pearmain, Golden-Winter-Pearmain, Goldparmäne, Goldreinette, Guld Pearmain, Guld-Pearmain, Guldparman, Guldpearmain, Gullparman, Hampshire Golden Pippin, Hampshire King of the Pippins, Hampshire Yellow, Hampshire Yellow Golden Pippin, Hamshire Yellow, Herzogs Reinette, Jone's Southampton Pippin, Jones, Jones Southampton Pippin, Jones Southampton Pippins, Jones' Southampton Pippin, Jones' Southampton Yellow, Jones's Southampton Pippin, King of Pippins, King of the Pippin, King Pippin, Krolowa renet, Orange Pearmain, Parm einette, Parmain d'Or, Parmain Doree, Parmaine Doree, Parmen zimnii zolotoi, Parmena zlata zimna, Pearmain Dorata, Pearmain Dorato, Pearmain dorato d'inverno, Pearmain Dore, Pearmain Dore d'hiver, Pearmain Doree, Pearmain Doree d'Hiver, Pearmain-doree d'hiver, Pike's Pearmain, Polosatii Safran, Polosatii shafran, Prince of Pippins, Prince's Pippin, Princess Pippin, Queen of the Pippins, Regina delle Renette, Reine des Reinettes, Reinette d'Oree, Reinette de Friesland Hative, Reinette de la Couronne, Reinette Siavee, Seek no Farther, Seek no Further, Seek-no-Further, Shropshire Pippin, Teli arany parmen, The King of Pippins, Ventinus Ellacott, Ventinuss Ellicott Pippin, Ventmus Ellicott Pippin, Ventmuss Ellicot, Ventmuss Ellicott, Ventmuss Ellicott Pippin, Vermillon Raye, Vermillon Rayee, Vinter Guldpearmain, Winter Gol Parmane, Winter Gold Parmaene, Winter Gold Parmane, Winter Gold Pearmain, Winter Goldparmane, Winter Pearmain, Winter-Gold-Parmane, Winter-Goldparmane, Wintergoldparmane, Zimni zlote parmena, Zimnii zolotoi parmen, Zlatna parmena, Zlota Reneta, Zlotoi Parmen.

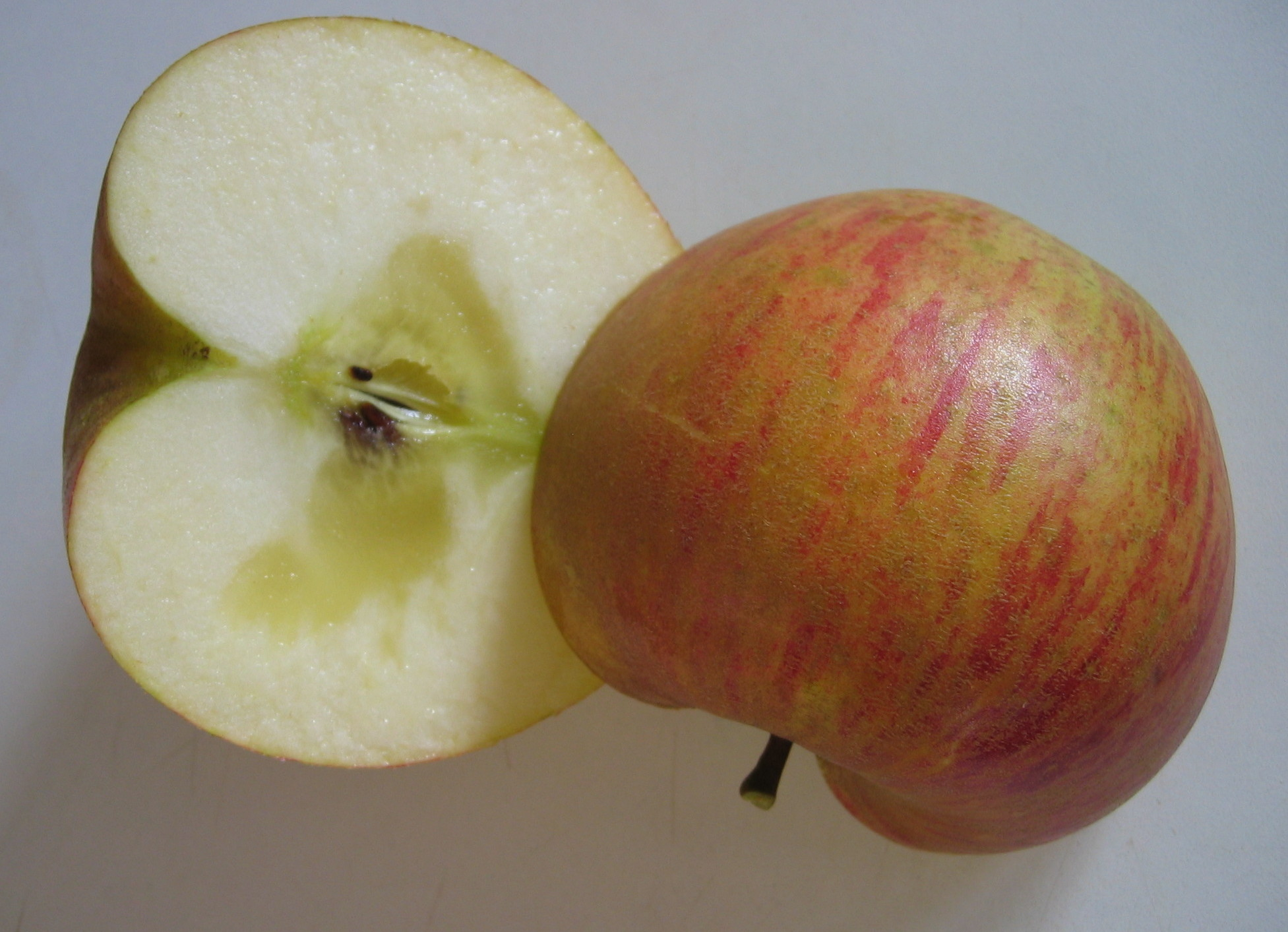

## Vlastnosti
Odrůda je velmi dobrý opylovač. Pro odrůdu jsou dobrými opylovači odrůdy Baumanova reneta, Bernské růžové, Coxova reneta, James Grieve, Landsberská reneta, Laxtons' Superb, Matčino, Jonathan, Oldenburgovo, Ontario, Průsvitné letní, Red Delicious, Wealthy či Zvonkové.

### Růst
Růst odrůdy je zpočátku bujný, později ustává, je třeba zmlazovat. Odrůda rychle stárne. Koruna má kuželovitý nebo vysoce kuželovitý habitus, větve svírají ostré úhly. Během vegetace silně zahušťuje. Řez je nezbytný, zejména letní řez. Tvoří krátký plodonosný obrost na růstových trnech (spur typ). Vyžaduje výchovný řez v mládí, průklesty během období plodnosti a vhodný je i letní řez.

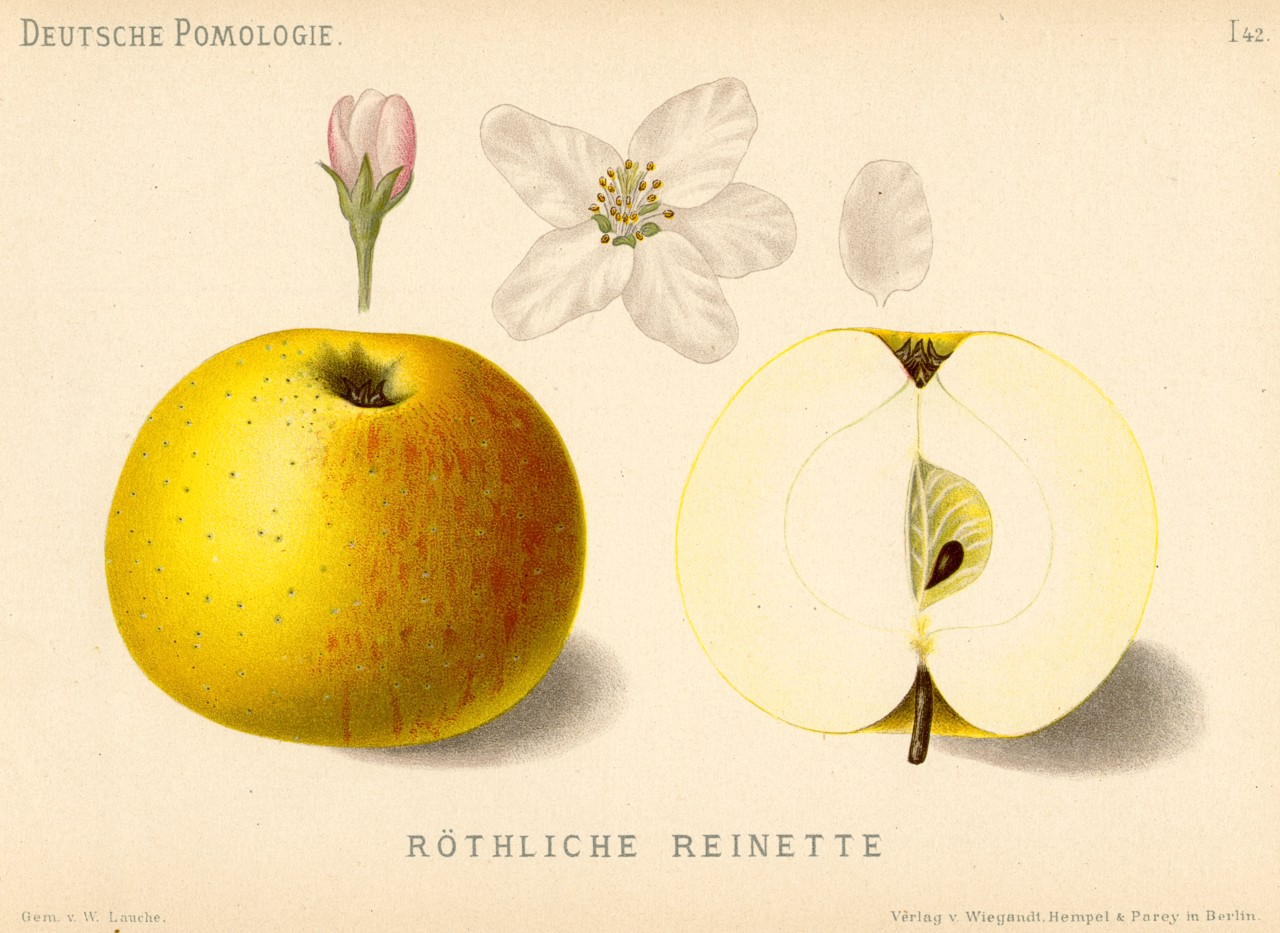
Pomologická ilustrace.

## Plodnost
Plodí záhy, dobře, ale střídavě. Řezem lze dosáhnout, aby plodila pravidelně.

## Plod
Plod je kuželovitý, střední až menší. Slupka hladká, žlutozelené zbarvení je překryté červenooranžovou barvou, tečkovanou až mramorovanou. Dužnina je nažloutlá, méně šťavnatá, se sladce až kysele navinulou chutí, voní, je velmi dobrá v optimální zralosti, jinak jen průměrná. Dlouhodobým skladováním ztrácí chuť. Dobře snáší přepravu.

## Choroby a škůdci
Odrůda je náchylná k strupovitosti jabloní a je celkem odolná k padlí. Na příliš vlhkých půdách trpí často nektriovou rakovinou.

## Použití
Je vhodná ke skladování a přímému konzumu. Odrůdu lze použít do všech poloh. Není vhodná pro tvarované stěny, palmeta, je vhodná pro vřetenovité zákrsky, zákrsky, čtvrtkmeny, polokmeny a vysokokmeny. Do velkovýsadeb není vhodná.